# Ernst Anschütz
Ernst Gebhard Anschütz Solomon (Suhl, 28 ottobre 1780 – Lipsia, 18 dicembre 1861) è stato un compositore, insegnante e organista tedesco.
Scrisse molti testi e musiche di canzoni popolari e di canzoni per bambini. La sua canzone più famosa è Mon beau sapin. Per cinquant'anni Anschütz insegnò a Lipsia, dove scrisse anche la maggior parte delle sue poesie e delle sue opere.

## Biografia
Anschütz nacque nel 1780 a Suhl, figlio del pastore locale Johann Heinrich Friedrich Christian Anschütz. Trascorse la sua infanzia in canonica, dove ricevette una formazione da suo padre e da un insegnante. Dal 1775 al 1798 studiò presso un liceo di Schleusingen. Quindi, obbedendo ai desideri di suo padre, Anschütz cominciò a studiare teologia a Lipsia, ma completò i suoi studi con un dottorato in filosofia nel 1802.
Alla morte del padre nel 1806, il consiglio parrocchiale gli offrì la canonica pastorale, ma Anschütz rifiutò e si allontanò da Lipsia.
Ma nel 1818 accettò la carica di Maestro di cappella a Lipsia e fece l'organista presso la Chiesa di San Giorgio.
La sua canzone più famosa è O Tannenbaum, che in origine era un brano di Joachim August Zarnack. Successivamente (nel 1824) Anschütz lo trasformò in una canzone di Natale, mantenendo la prima strofa e aggiungendone altre due.
Per quasi 55 anni, 1807-1861, Anschütz scrisse un diario. Alcune parti di esso sono state stampate, ma molte pagine non poterono essere recuperate, in quanto perse nel 1953. Alcuni tratti parlavano dell'esecuzione del criminale Johann Christian Woyzeck, il 27 agosto 1824 sulla piazza del mercato di Lipsia.
Anschütz morì a Lipsia, all'età di 81 anni e fu sepolto nel Neue Johannisfriedhof.

## Opere
- Alle meine Entchen
- Alle Jahre wieder, su un testo di Wilhelm Hey, 1837
- Ein Männlein steht im Walde su un testo di Hoffmann von Fallersleben
- Fuchs, du hast die Gans gestohlen, 1824
- Auf dem grünen Rasen
- Es klappert die Mühle am rauschenden Bach, musicato da Carl Reinecke (1824–1910), Die Mühle,, op. 91 Tratto da Kinderlieder e  basato su Es zogen drei Reiter zum Tore hinaus, verso il 1770
- O Tannenbaum, 1824
- O Weihnachtszeit
- Wenn ich ein Vöglein wär